# Cumberland River
Der Cumberland River ist ein etwa 1106 km langer linker Nebenfluss des Ohio River in den US-Bundesstaaten Tennessee und Kentucky.

## Flusslauf
Der Cumberland River entsteht bei Harlan, KY am Zusammenfluss seiner Quellflüsse Martins Fork und Clover Fork Cumberland River im östlichen Kentucky unweit der Grenze zu Virginia in den westlichen Ausläufern der Appalachen. Von dort verläuft der Cumberland River in Richtung Westen durch Kentucky und nördliche Teile von Tennessee, erreicht wieder Kentucky und mündet an der Grenze zu Illinois bei Smithland in den Ohio River.
Ungefähr die Hälfte des Flusses, dessen Wasser über die Cumberland Falls stürzt und drei große Stauseen (darunter der Cadiz Lake) durchfließt, wurde schiffbar gemacht.
Während des Amerikanischen Bürgerkriegs wurden mehrere Schlachten in der Nähe des Cumberland Rivers geführt – unter anderem die Schlacht von Fort Donelson.
Er wird u. a. von der Kentucky Route 2014 Bridge gequert.
Das Cumberland County in Kentucky ist nach dem Fluss benannt.